# Eupithecia johnstoni
Eupithecia johnstoni là một loài bướm đêm trong họ Geometridae.